# سیارک ۲۱۷۱۴
سیارک ۲۱۷۱۴ (به انگلیسی: 21714 Geoffreywoo، نامگذاری:1999RX109) بیست و یک هزار و هفتصد و چهاردهمین سیارک کشف شده‌است که در ۸ سپتامبر ۱۹۹۹ کشف شد.
قدر مطلق سیارک برابر ۳۸.۹ است.